# Homeward (filme)
Para casa (em tártaro da Crimeia:  Evge, em ucraniano:  Додому, Dodomu) é um filme de drama ucraniano de 2019 dirigido por Nariman Aliev. Foi exibido na secção Un Certain Regard do Festival de Cinema de Cannes de 2019. Foi seleccionado como a peça ucraniana de Melhor Longa-Metragem Internacional na 92ª Premiação do Oscar, mas não foi indicado.